# Enfermeras mártires de Somiedo
Enfermeras mártires de Somiedo fue la denominación que se ha dado a tres enfermeras de la Cruz Roja que prestaban servicio en un hospital de sangre perteneciente al ejército sublevado en el frente de Asturias, durante los primeros meses de la guerra civil española. Luego de que el puesto fuera capturado por tropas republicanas el 27 de octubre de 1936, fueron hechas prisioneras. Según el juicio sumarísimo al que fue sometido en 1937 el comandante de las milicias del Frente Popular que apresaron a las enfermeras, éstas habrían sido ejecutadas tras ser violadas y sometidas a vejaciones. El 12 de junio de 2019, el Papa Francisco reconoció que las tres enfermeras eran mártires asesinadas por odio a la fe.

## Antecedentes
Poco después de iniciada la sublevación del 18 de julio de 1936, y asegurada gran parte de la provincia de León por las fuerzas que respondían al General Franco, en las principales ciudades de la región se iniciaron cursos acelerados de enfermería para cubrir puestos en el frente. En Astorga, la congregación de las Hermanas de María entrenaba enfermeras voluntarias, debido a la escasez de enfermeras matriculadas. Tres mujeres astorganas, María Pilar Gullón Yturriaga de 23 años -residente en Madrid, pero sorprendida por el inicio de la guerra en su ciudad natal-, Octavia Iglesias Blanco, de 41 y la joven Olga Pérez-Monteserín Núñez, de 19, se contaron entre las primeras en condiciones de ejercer su trabajo en el frente. El 8 de octubre fueron enviadas al frente, donde junto a otras enfermeras se turnarían para atender un puesto sanitario del ejército sublevado, ubicado en Somiedo, en la zona de montaña limítrofe entre León y Asturias. La línea del frente era volátil, estando separados los combatientes en ocasiones por tan sólo decenas de metros.

## Apresamiento durante un contraataque de las fuerzas republicanas
El 27 de octubre, milicias locales pertenecientes a la UGT, comandadas por Genaro Arias Herrero, apodado El Pata, minero y veterano de la Revolución de Asturias de 1934, inician una modesta ofensiva destinada a aislar los puestos franquistas más avanzados del frente. Una de estas posiciones era el pequeño hospital donde prestaban servicio las enfermeras. En el momento del ataque, asistían, bajo las órdenes de un médico, a unos 14 heridos. Tanto el médico como las enfermeras tuvieron la posibilidad de huir junto a unos 21 soldados que evacuaron el puesto tras un breve enfrentamiento, pero se negaron a abandonar a sus pacientes. A partir de allí, casi todo lo que se sabe del destino de las enfermeras y quienes fueron tomados prisioneros junto a ellas deriva principalmente de los testimonios del juicio sumarísimo al que fue sometido Arias Herrero el 22 de octubre del año siguiente, tras caer en manos de las tropas franquistas.

## Las ejecuciones
El jefe falangista, el médico y algunos oficiales fueron ejecutados ese mismo día; los 14 heridos fueron muertos por las milicias cuando, en un rápido contraataque, los sublevados recuperaron el control del terreno perdido. Los soldados rasos y suboficiales fueron conducidos a retaguardia. Según los testimonios recogidos durante el juicio a Arias Herrero, de su propia boca y a través de testigos presenciales, las enfermeras pasaron la noche en cautiverio en Pola de Somiedo, en las barracas donde se alojaban los milicianos, quienes abusaron reiteradamente de ellas. Dicen los testigos que un carro utilizado para actividades rurales, cuyo tipo de eje produce un chirrido característico, fue utilizado para apagar los gritos. En la mañana del 28, unas milicianas, entre quienes se contaban Felisa Fresnadillo, Josefa Santos, María Sánchez, María Soto y Consuelo Vázquez, se ofrecieron como voluntarias para fusilar a las prisioneras. Las ejecutoras de los disparos mortales fueron Evangelina Arienza, Dolores Sierra, y Emilia Gómez. Las milicianas despojaron a las enfermeras de toda su ropa, y, ya sobre el mediodía, las voluntarias republicanas las fusilaron, enteramente desnudas, en un prado. Las milicianas se repartieron las prendas de las muertas. Este hecho sirvió para que Concha Espina comparase el destino de las enfermeras con el de Jesús, cuyos verdugos se repartieron sus ropas antes de crucificarlo. Una investigación histórica llevada a cabo por TVE sostiene que las tres víctimas eran de buena posición económica, por lo que no resulta extraño que su vestuario resultara atractivo para mujeres de condición humilde. Las milicianas hicieron escarnio de los cuerpos durante gran parte de la tarde, hasta que en la noche fueron sepultadas en la fosa común, que fueron obligados a cavar dos prisioneros falangistas también ejecutados luego.
La versión de los hechos presentada por TVE y por la novela de Concha Espina es contrastada por la antropóloga Lala Islas, que se basa en el relato de un combatiente republicano testigo de la acción en Somiedo. El declarante, que contaba con 17 años en 1936, le dijo a Islas en 2009 que la mujer del comandante miliciano muerto en el asalto al puesto de Somiedo, Milagros Valcárcel, al enterarse del fallecimiento de su esposo, arremetió arma en mano contra uno de los camiones que transportaba a los oficiales prisioneros, donde también iban las enfermeras, matando a todos los allí presentes con una ráfaga de fuego automático. La narrativa 'oficial' es calificada de "propaganda franquista".
Otra versión es la de la también antropóloga y sobrina de Pilar Gullón, Mercedes Unzeta Gullón. Esta autora revela que los testimonios de los habitantes de Pola de Somiedo aportan un relato más verídico, con detalles aclaratorios, como que Olga Monteserín fue herida en acción cuando milicianas y milicianos asaltaron Somiedo, y que, contradiciendo la narración del testigo citado por Lala Islas, las enfermeras fueron efectivamente fusiladas después del mediodía en un prado. Las ropas de estas mujeres que se repartieron las milicianas formaban mayormente parte del bagaje que ellas habían llevado al puesto militar capturado, no las que llevaban puesta en el momento de la ejecución, que consistían en sus uniformes de la Cruz Roja, si bien ya muertas fueron despojadas de sus zapatos y "alguna cosa más de su vestuario". Unzeta Gullón también pone en duda la violación de las víctimas.

## Ejecución de Arias Herrero
Luego del juicio, Arias Herrero fue ejecutado el 25 de octubre de 1937 al garrote vil por orden directa de Franco. Si bien el comandante republicano dio testimonio sobre los fusilamientos en Somiedo, siempre negó haber dado las órdenes. Inclusive el testimonio de uno de los soldados franquistas detenidos lo ubica en Gijón el día de las muertes, a donde se había dirigido para entregar a los militares prisioneros y dar parte de la acción. Se desconoce el destino de los milicianos a quienes se atribuye la violación de las enfermeras y de las milicianas que las humillaron y vejaron antes de matarlas.

## Funerales en Astorga
Una vez terminada la guerra en el norte de España, a principios de 1938 fueron repatriados los restos de Olga, Octavia y Pilar a su ciudad de origen. Trasladadas en ataúdes blancos cubiertos por la bandera española, fueron depositadas con todos los honores en tres nichos en el interior de la catedral de Astorga, donde permanecen hasta la fecha. En 2006, descendientes de Pilar Gullón, en nombre de la fundación Enfermeras Mártires de Somiedo, pidieron a las autoridades eclesiásticas iniciar el proceso de beatificación.

## Beatificación
El 29 de mayo de 2021 las tres enfermeras fueron beatificadas. La celebración tuvo lugar en la catedral de Astorga y fue presidida por el cardenal Marcello Semeraro, prefecto de la Congregación para las Causas de los Santos.